# Ищенко, Николай Александрович
Ищенко Николай Александрович (14 февраля 1910 — 12 сентября 1945) — Герой Советского Союза. Командир эскадрильи 746-го авиационного полка, 45-я авиационная дивизия, авиация дальнего действия, майор.

## Биография
Николай Александрович Ищенко родился 14.02.1910 на хуторе Сидоров, ныне село Большесидоровское Красногвардейского района Республики Адыгея в семье крестьянина. Русский. Член ВКП(б) с 1942 года. Окончил Майкопскую профтехшколу. Работал трактористом, шофёром в совхозе, бригадиром на автотракторной базе Майкопского леспромхоза. Окончил Батайскую авиационную школу Гражданского воздушного флота. Работал пилотом в Тюмени, Перми, затем в Свердловском авиационном отряде. В 1936 году за предотвращение катастрофы пассажирского самолёта был награждён орденом «Знак Почёта».
В армии с 11 февраля 1941 года. Участник Великой Отечественной войны с 22 июня 1941 года. Воевал командиром корабля, заместителем и командиром эскадрильи в 212-м отдельном дальнебомбардировочном авиаполку авиации дальнего действия, где летал на самолётах ДБ-3ф. Во время вылета на бомбёжку переправ прорвавшихся танковых клиньев на р.Березина 30 июня 1941 года был сбит, вместе с семью остальными самолётами полка. Тяжелораненого лётчика вынес на плечах до дороги его штурман Андрей Квасов, где они были подобраны и доставлены в госпиталь военным корреспондентом Константином Симоновым.
В дальнейшем этот эпизод вошел, практически без изменений (Ил-4 были заменены на ТБ-3), в роман Живые и мертвые.

## Подвиг
- Командир эскадрильи 746-го авиационного полка, 45-я авиационная дивизия, Авиации дальнего действия, майор Ищенко Николай Александрович к маю 1943 года совершил 107 успешных боевых вылетов на бомбардировку военных объектов в глубоком тылу противника. Бомбил железнодорожные узлы и аэродромы городов Кёнигсберг, Варшава, Хельсинки, Тильзит, Брест, Инстербург, Констанца, Орша, Гомель, Льгов, Вязьма, Бахмач, Псков, Курск, и др.

Звание Героя Советского Союза присвоено 27.7.1943 года.
Всего на его боевом счету 135 боевых вылетов. Майор Ищенко воспитал 3-х Героев Советского Союза. Это майор Сугак, Сергей Савельевич, капитаны Симонов, Михаил Васильевич и Шатров, Фёдор Анисимович.
После войны продолжил службу в ВВС.
Погиб 12 сентября 1945 в авиационной катастрофе. При взлёте на аэродроме в Раменском (Московская область) у самолёта Пе-8 отвалилось крыло. Похоронен с воинскими почестями в городе Раменском (Московская область).

## Награды
- Медаль «Золотая Звезда»[6].
- Орден Ленина[6].
- Орден Красного Знамени[7].
- Орден Александра Невского.
- Орден Отечественной войны I степени[8].
- Орден «Знак Почёта»[9].
- Медаль «За победу над Германией в Великой Отечественной войне 1941—1945 гг.» (9 мая 1945[10]).

## Память
- Имя Героя высечено золотыми буквами в зале Славы Центрального музея Великой Отечественной войны в Парке Победы города Москвы.
- Имя Героя носит школа в родном селе Большесидоровское Красногвардейского района, Республика Адыгея.
- В родном селе Большесидоровское уставлен мемориальный комплекс.
- В городе Раменском, Московская область, установлен памятник Герою.
- Его имя увековечено в Главном Храме Вооружённых сил России, и навсегда запечатлено на мемориале «Дорога памяти»